# 下田淳
下田 淳（しもだ じゅん、1960年9月2日 - ）は、日本の歴史家、宗教学者、文筆家、宇都宮大学教授。博士（歴史学）。日本文藝家協会員。

## 来歴
1960年埼玉県生まれ。1979年埼玉県立川越高等学校卒業。1983年青山学院大学文学部史学科卒業。1988年青山学院大学大学院文学研究科博士後期課程単位取得退学。1990年ドイツ・トリーア大学史学科退学。
1992～1994年東京都立大学人文学部助手。1994～1996年宇都宮大学教育学部専任講師。1996～2005年宇都宮大学教育学部助教授。2005年～宇都宮大学教育学部・共同教育学部・大学院地域創生科学研究科教授。

## 著書

### 単著
- 『ドイツ近世の聖性と権力‐民衆・巡礼・宗教運動』青木書店、2001年
- Volksreligiosität und Obrigkeit im neuzeitlichen Deutschland- Wallfahrten oder Deutschkatholozismus. Ozorasha. co. Tokyo. 2004
- 『歴史学「外」論‐いかに考え、どう書くか』青木書店、2005年
- 『ドイツの民衆文化‐祭り・巡礼・居酒屋』昭和堂、2009年
- 『居酒屋の世界史』講談社現代新書、2011年
- 『ヨーロッパ文明の正体‐何が資本主義を駆動させたか』筑摩選書、2013年
- 『「棲み分け」の世界史‐欧米はなぜ覇権を握ったのか』NHKブックス、2014年
- 『世界文明史-人類の誕生から産業革命まで』昭和堂、2017年
- 『ドイツ葬送文化史ー近現代における生と死の棲み分け』教育評論社、2023年
- 『異界と転生論の宗教史－人類は死後の世界をどう捉えてきたのか』昭和堂、2025年

### 共著
- 『近代ヨーロッパを読み解く』ミネルヴァ書房、2008年
- 『ドイツ文化史入門』昭和堂、2011年
- 『現在知Vol. 2 日本とは何か』NHKブックス別巻、2014年

## 参考
- 研究者‐researchmap